# Geisterhügel

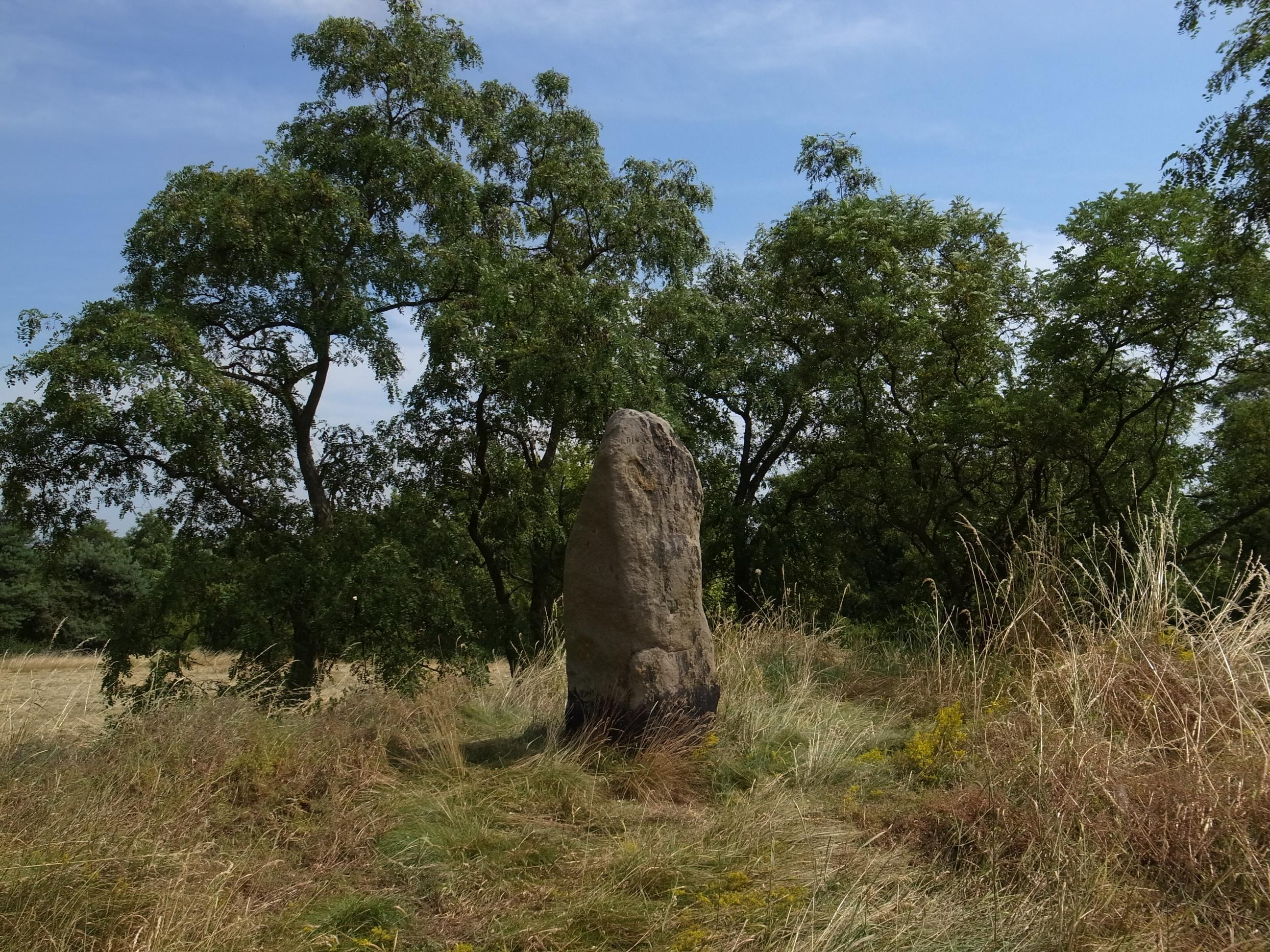
Menhir

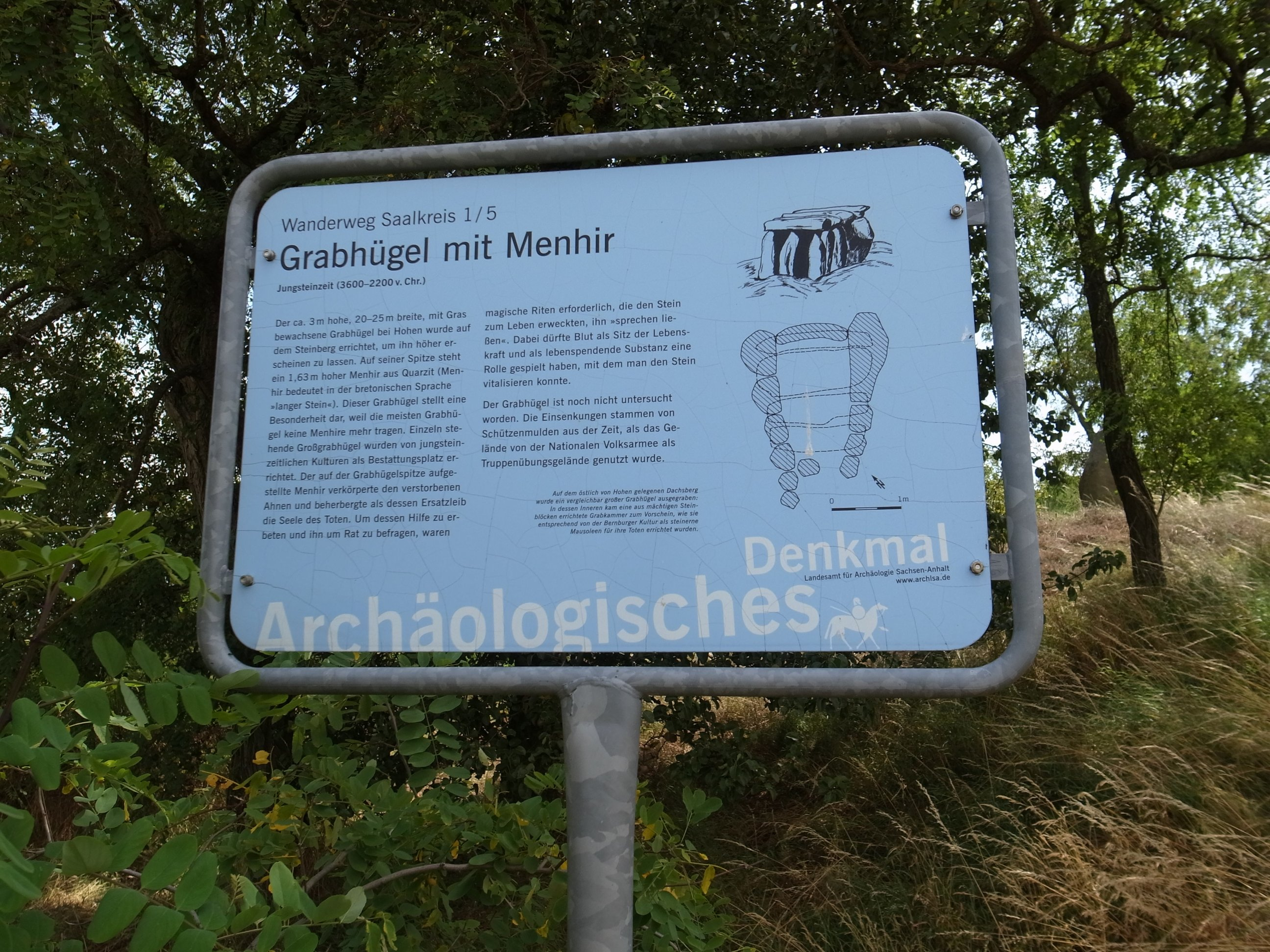
Informationstafel

Der Geisterhügel ist ein aus der Jungsteinzeit stammender und von einem Menhir bekrönter Grabhügel bei Brachstedt, einem Ortsteil von Petersberg (Saalekreis) in Sachsen-Anhalt. Er wurde vermutlich von Angehörigen der Bernburger Kultur (3100–2650 v. Chr.) errichtet.

## Lage und Beschreibung
Der Geisterhügel liegt nördlich des Brachstedter Ortsteils Hohen an einem Feldweg. Er wurde auf dem Steinberg errichtet, um ihn optisch größer erscheinen zu lassen. Der Grabhügel selbst hat eine Höhe von 3 m und einen Durchmesser zwischen 20 und 25 m. Da er noch nicht ausgegraben wurde, sind bislang keine weiteren Angaben möglich. Der Hügel weist einige Einsenkungen auf, die aber auf eine Nutzung des Geländes als Truppenübungsplatz der NVA zurückgehen. Einen Kilometer westnordwestlich liegt, direkt in Brachstedt ein Grabhügel. Auch auf dem Dachsberg östlich von Hohen lag ursprünglich ein Grabhügel, mit der Rampenkiste von Hohen, der aber nicht mehr existiert.
Der den Geisterhügel bekrönende Menhir besteht aus Quarzit. Er hat eine Höhe von 160 cm, eine Breite von 60 cm und eine Tiefe von 50 cm. Er ist pfeilerförmig mit annähernd quadratischem Querschnitt, wahrscheinlich bearbeitet und läuft nach oben schräg aus. Auf seiner Spitze verläuft eine Rille.